# Secteur non constitué en municipalité
Selon les lois de certains pays, un secteur non constitué en municipalité est une partie du territoire qui ne fait partie d'aucune municipalité.
Cette situation peut se rencontrer notamment dans le cas de zones désertiques ou de communautés fiscalement très endettées.

## Par pays

### Allemagne
La grande majorité de l'Allemagne est divisée en communes (en allemand : Gemeinden), les collectivités territoriales constituant l'échelon de base des divisions administratives. Les dérogations prévues au droit administratif sont appelées gemeindefreie Gebiete (ou au singulier gemeindefreies Gebiet) – en français : domaine sans municipalité – ne faisant partie d’aucune commune.
Il s'agit le plus souvent de secteurs inhabités comme des zones forestières, des espaces aquatiques ou des sites d'entraînement militaire. Ils sont généralement la propriété de l'État fédéré (Land) où ils sont situés, et sont gérés par l'administration locale de l'arrondissement respectif. Les plus grandes zones non incorporées se situent dans le massif du Harz et dans la forêt de Reinhard.
Au cours des dernières années, le nombre de ces secteurs sans municipalité a été sensiblement réduit. En date du 31 mars 2020, le pays comptait 207 zones non constituées en municipalité (dont 174 en Bavière). Il y a aussi deux zones habitées de ce type : les terrains d'entraînement militaire d'Osterheide (près de Bad Fallingbostel) et de Lohheide en Basse-Saxe ; elles ont 2 870 habitants au total.
Le domaine foncier sans municipalité de Rhinau (Rheinau) est sur le territoire allemand la propriété foncière de la commune française de Rhinau en Alsace. Depuis un traité de 1925, il ne dépend d’aucune commune allemande. De façon semblable, le condominium germano-luxembourgeois ne fait partie d’aucune commune.

### Australie
En Australie une zone non constituée en municipalité est souvent située dans une région éloignée de toute agglomération. Certains secteurs sont de vastes régions mais avec peu de population. De grandes zones de ce type existent dans le Territoire du Nord avec plus de 9 000 km de routes les traversant. La plupart des terres d’Australie-Méridionale sont des Outback Areas Community Development Trust, c'est-à-dire des secteurs non constitués en municipalité. L'ouest et le nord de la Nouvelle-Galles du Sud portent le nom de Région hors-zone du Far West, dont la faible densité de population justifie à peine l'élection d'un conseil. Le seul autre État ayant des zones de ce type est celui de Victoria, qui en possède deux dans le Comté alpin, et un autre dans le Comté de Mansfield (tous les trois sont des stations de sports d'hiver), ainsi que certaines petites îles sur la côte.

### Canada
Au Canada, l'organisation municipale est une matière de juridiction provinciale. La définition et le statut juridique des zones non incorporées sont donc différents d'une province à l'autre.
Au Québec, ces zones s'appellent territoires non organisés. Ils sont en général situés loin des zones développées, et sont très peu ou pas habités.
Au Nouveau-Brunswick, ces zones sont appelées des districts de services locaux (DSL). Ces communautés peuvent élire un comité consultatif, qui possède toutefois moins de pouvoirs qu'une municipalité. Dans les faits, le gouvernement provincial contrôle la plupart des DSL.[réf. nécessaire]

### États-Unis

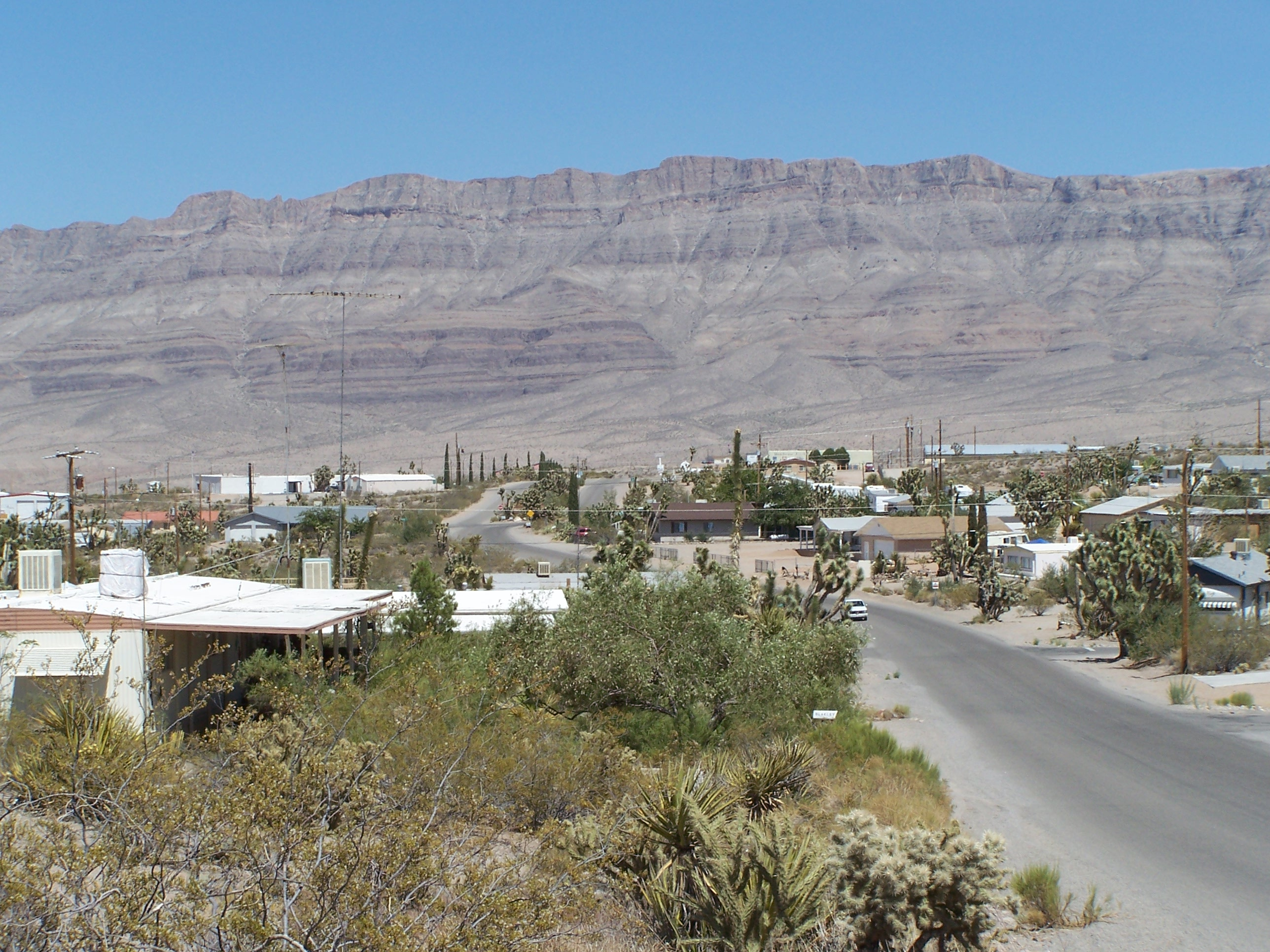
Meadview, une « zone non incorporée » de l'Arizona.

Aux États-Unis, les « zones non incorporées » (unincorporated areas) sont les parties d'un comté dont l'absence d'urbanisation, la faible densité de la population et son isolement dans les campagnes ne justifient pas qu'elles soient constituées en municipalités (municipal corporation). De telles zones dépendent généralement de l'autorité directe de l'administrateur du comté (county administrator) bien que des autorités municipales puissent y être établies dans les petites villes (villages).

#### Exceptions
Certains États américains ne possèdent pas de zones de ce type, dont le New Jersey, le Connecticut, Rhode Island et le Massachusetts, bien que ces États aient des communautés qui ne sont pas incorporées séparément mais font partie d'une municipalité plus grande.

### France
Quelques territoires d'outre-mer ne disposent pas de communes au sens défini par l'article 72 de la Constitution de la Cinquième République française :
- Wallis-et-Futuna, constituée à la place de trois royaumes coutumiers ;
- l'île Clipperton, inhabitée et sous l'autorité directe du gouvernement français ;
- les Terres australes et antarctiques françaises, inhabitées.

Dans les cas de Saint-Barthélemy et de Saint-Martin, ces collectivités d'outre-mer étaient jusqu'en 2007 des communes en tant que telles, rattachées au département de la Guadeloupe ; toutefois ces collectivités exercent les compétences habituellement dévolues aux communes.
En France métropolitaine, la ville de Paris forme une collectivité à statut particulier qui assure à la fois les compétences d'une commune et d'un département depuis le 1er janvier 2019.

## Pays sans zone non incorporée
Certains pays, surtout ceux ayant plusieurs siècles d'histoire et utilisant d'autres structures de gouvernements locaux, n'utilisent pas le concept de secteur non constitué en municipalité.
Au Royaume-Uni, la totalité du pays, tant dans les régions urbaines que rurales, est couvert par des gouvernements locaux décomposés hiérarchiquement en deux ou trois parties. En Afrique du Sud, la dernière constitution accorda à chaque lieu du pays un gouvernement local subdivisé en trois niveaux hiérarchisés dont les représentants sont élus démocratiquement.
De même, tous les territoires d'Autriche, de Belgique, du Danemark, de Finlande, d'Italie, des Pays-Bas, de Pologne, de Norvège (quoiqu'une poignée de villes non incorporées existe dans des municipalités ordinaires), de Serbie et de Suède sont divisés en communes.

### Autriche
En Autriche, il n'existe aucune région sans commune puisque tout le territoire d'Autriche est divisé en communes, de même que toutes les eaux, les montagnes et les autres régions inhabitées sont toujours intégrées à une commune.
L'article 116, paragraphe 1, de la loi de constitution fédérale autrichienne dispose : « Chaque terre se divise en communes. […] Chaque terrain doit appartenir à une commune ».
En conséquence, les communes autrichiennes présentent souvent une superficie considérable surtout dans l'espace alpin, et les communes sont souvent étendues le long des paysages inhabités de haute montagne.

### Suisse
La Suisse possède deux types de territoires qui ne sont pas sous l'administration d'une unique commune : les territoires gérés directement par un ou plusieurs canton(s), et les Kommunanz, territoires gérés conjointement par plusieurs communes :

#### Territoires cantonaux
- Lac de Zurich (Canton de Zurich) ;
- Lac de Neuchâtel (Canton de Berne et Canton de Neuchâtel) ;
- Lac de Greifen (Canton de Zurich) ;
- Lac de Bienne (Canton de Berne et Canton de Neuchâtel) ;
- Lac de Constance (Canton de Thurgovie et Canton de Saint-Gall) ;
- Lac de Brienz (Canton de Berne) ;
- Lac de Thoune (Canton de Berne) ;
- Forêt domaniale du Galm (Canton de Fribourg).

#### Kommunanz
- Comunanza Cadenazzo/Monteceneri ;
- Comunanza Capriasca/Lugano.